# U 247
U 247 war ein deutsches Unterseeboot des Typs VII C. Dieser Typ wurde als „Atlantikboot“ bezeichnet. U 247 wurde durch die Kriegsmarine während des U-Boot-Krieges im Nordatlantik und in den Gewässern um England, insbesondere im Minch- und im Bristolkanal eingesetzt. Auf einer seiner beiden Feindfahrten mit diesem Boot versenkte Kommandant Gerhard Matschulat einen britischen Fischdampfer mit 207 BRT, wobei zehn Seeleute starben und zwei schwer verletzt überlebten. Am 1. September 1944 wurde das U-Boot vor Land’s End versenkt, wobei alle 52 Mann der Besatzung starben.

## Technische Daten
Die Kieler Germaniawerft baute bereits in Friedenszeiten U-Boote im Auftrag der Kriegsmarine. Unter Geheimhaltung entstanden in getarnten Anlagen unter anderem Boote zum Export in die Türkei und nach Jugoslawien. Nach Kriegsbeginn produzierte die Germaniawerft dann fast ausschließlich U-Boote. Im Rahmen des von Karl Dönitz angestrengten verstärkten U-Bootbauprogramms war ein jährlicher Ausstoß von 42 Booten vorgesehen – eine Produktionsmenge, die nie erreicht werden konnte. Die Germaniawerft lieferte von 1940 bis 1944 insgesamt 58 Boote des Typs VII C aus. Dieses Modell erreichte, getrieben von zwei Dieselmotoren bei der Überwasserfahrt eine Geschwindigkeit von 17,6 sm und konnte unter Wasser mithilfe der zwei Elektromotoren 8 sm Fahrt machen. Die Leistungskraft der Batterien ermöglichte diese Höchstgeschwindigkeit bei der Unterwasserfahrt allerdings nur für eine Stunde. Bei geringerer Geschwindigkeit konnte das Boot theoretisch bis zu drei Tage unter Wasser fahren. Ein Tauchgang von dieser Länge war der Besatzung allerdings nicht zuzumuten, da die Luft in den Booten des Typs VII C bereits nach 24 Stunden zu großen Teilen verbraucht war. Dies war auch das übliche Intervall zum Aufladen der Batterien durch Generatoren während einer Oberflächenfahrt. Wie die meisten deutschen U-Boote seiner Zeit trug auch U 247 ein Zeichen am Turm. Es handelte sich um das Zeichen der 1. U-Flottille: ein U, durch das ein U-Boot abwärts taucht. Überlebende der Versenkung des britischen Fischdampfers Noreen Mary berichteten, sie hätten am Turm ein weiteres Zeichen erkannt: ein Hakenkreuz über einem U, darunter die Ziffer 11.

## Kommandant
23. Oktober 1943 bis 1. September 1944 Gerhard Matschulat
Gerhard Matschulat wurde am 25. Mai 1920 in Berlin geboren und trat 1938 in die Kriegsmarine ein. Seine U-Bootausbildung schloss er im Dezember 1942 ab und fuhr im Anschluss als Wachoffizier auf U 458. In dieser Zeit wurde Gerhard Matschulat zum Oberleutnant zur See befördert. Im Spätsommer 1943 absolvierte er den Kommandantenlehrgang bei der 2. U-Ausbildungsabteilung in Neustadt in Holstein und den ergänzenden Kommandanten-Schießlehrgang bei der 24. U-Flottille in Memel. Oblt. z.S. Matschulat übernahm am 23. Oktober desselben Jahres das Kommando über U 247, welches er bis zur Versenkung des Bootes innehatte.

## Einsatz und Geschichte
Von Indienststellung bis Mai 1944 unternahm U 247 zunächst Ausbildungsfahrten in der Ostsee, um die Besatzung mit dem Boot vertraut zu machen und aufeinander einzuspielen. Zu dieser Zeit war das Boot der 5. U-Flottille unterstellt. Im Juni 1944 kam U 247 dann zur 1. U-Flottille. Kommandant Matschulat überführte das Boot von Kiel über Arendal nach Bergen und von dort aus auf die erste Feindfahrt, die in Brest, dem Stützpunkt der 1. U-Flottille, enden sollte.

### Fischdampfer vor Schottland
Ende Mai 1944 legte U 247 zu seiner ersten Feindfahrt in Bergen ab, um vor dem Minchkanal an der Küste Schottlands zu patrouillieren. Kommandant Matschulat sichtete am 5. Juni einige bewaffnete Fischdampfer, von denen er durch Torpedobeschuss keinen versenken konnte. Er entschloss sich, auftauchen zu lassen und die Schiffe mit den Maschinenkanonen der Flugabwehr zu attackieren. Dabei wurden zehn Besatzungsmitglieder des dadurch versenkten Fischdampfers Noreen Mary getötet und zwei überlebten schwer verwundet. Einer der überlebenden britischen Seeleute gab später zu Protokoll, dass Oblt. z.S. Matschulat auf ihn habe feuern lassen, während er, MacAllister, sich an einem Rettungsboot festgehalten habe. U 247 blieb anschließend noch eine Woche in diesem Seegebiet, ohne weitere Feindberührung zu haben, dann setzte Kommandant Matschulat Kurs nach Brest, wo das Boot am 28. Juli 1944 einlief.

### Versenkung
Im August 1944 wurde Brest, der Stützpunkt der 1. und der 9. U-Flottille zur Festung erklärt. Die Marineangehörigen übernahmen unter dem Kommando des Flottillenchefs Winter die Verteidigung der Stadt gegen die anrückenden Truppen der Alliierten. U 247 lief am 26. August zu seiner letzten Feindfahrt aus. Als Operationsgebiet waren die Gewässer um England, insbesondere der Bristolkanal vorgesehen. Vor Land’s End wurde das Boot am 31. August von zwei britischen Fregatten gesichtet und bis zum Nachmittag des nächsten Tages verfolgt. Infolge eines guten Sonarkontaktes gelang schließlich der HMS St. John die Versenkung von U 247 durch Wasserbomben (Lage).